# عرعر (العراق)
عرعر هي قرية عراقية تقع قرب الحدود السعودية في جنوب محافظة الانبار غرب العراق ، يسكنها البدو ويتبعها مجمع عرعر العراقي السكني.